# Rät vinkel
En rät vinkel är inom geometrin en vinkel som är 90°. Den är större än en spetsig vinkel men mindre än en trubbig vinkel.
En triangel där en vinkel är rät kallas för en rätvinklig triangel.
En rät vinkel α motsvarar:
- α = 1⁄4 varv
- α = 90°
- α = 1⁄2π radianer
- α = 100g
- α = 5400′
- α = 1296000″

## Konstruktion av en rät vinkel med passare och rätskiva

Konstruktion av en rät vinkel. Punkterna A och B är cirklarnas mittpunkter.

Räta vinklar kan konstrueras med enbart passare och rätskiva (omärkt linjal). 
En rät linje konstrueras med rätskivan. Med passaren konstrueras cirklar runt två punkter på linjen på ett sådant sätt att cirklarna skär varandra i två punkter. Med rätskivan konstrueras därefter en linje genom skärningspunkterna. Vinklarna mellan denna linje och den första linjen är räta.

### Konstruktion av en rät vinkel med ett snöre.
På ett snöre markeras längderna 3 och 4 och 5 i exempelvis decimeter. Snöret viks ihop till en triangel. En av vinklarna är rät.